# Guarianthe aurantiaca
Guarianthe aurantiaca es un tipo de orquídea más bien conocida en cultivo como Cattleya aurantiaca. Los cultivadores de orquídeas particularmente aprecian esta especie por lo florífera que es, por ser la única “Cattleya” con flores en el espectro cromático amarillo-naranja-rojo, así como también por su rusticidad, lo que la ha hecho una de las especies de “Cattleya” de fácil cultivo ideales tanto para orquideólogos con experiencia, como para los que se inician. Actualmente dentro de su nueva reubicación dentro del género Guarianthe, la especie sigue compartiendo parentesco muy cercano con las Cattleyas debido a que sigue perteneciendo a la subtribu Laeliinae, una de las subdivisiones de la familia Orchidaceae. 
Hasta su reubicación en el género Guarianthe realizada por Dressler y Higgins (2003), lo que es apoyado por evidencia filogenética que lo soporta (A.P.Berg et al, 2000), no solamente fue la “Cattleya” con flores de menor tamaño del género, sino además la única que poseía flores de colores primarios cálidos. Por esta última razón, la especie ha sido ampliamente usada para crear híbridos en tonos “art-shade”, es decir, híbridos que rompen el patrón “rosa-amatista” más común, para introducir combinaciones noveles. 

## Preliminares sobre la Historia natural de la especie
A diferencia de muchas otras especies de Orquídeas con valor comercial, las cuales a nivel de poblaciones naturales se encuentran mermando por sobre-colecta y degradación de hábitat, la Guarianthe aurantiaca representa una rara excepción a la regla. En lo que a poblaciones naturales se refiere, es extremadamente común en forestas no intervenidas, es común encontrarla naturalizada en zonas cultivadas (cafetos entre otros), así como es abundante en áreas verdes urbanas en donde incluso puede crear grandes colonias.

## Inflorescencias y aspecto vegetativo general

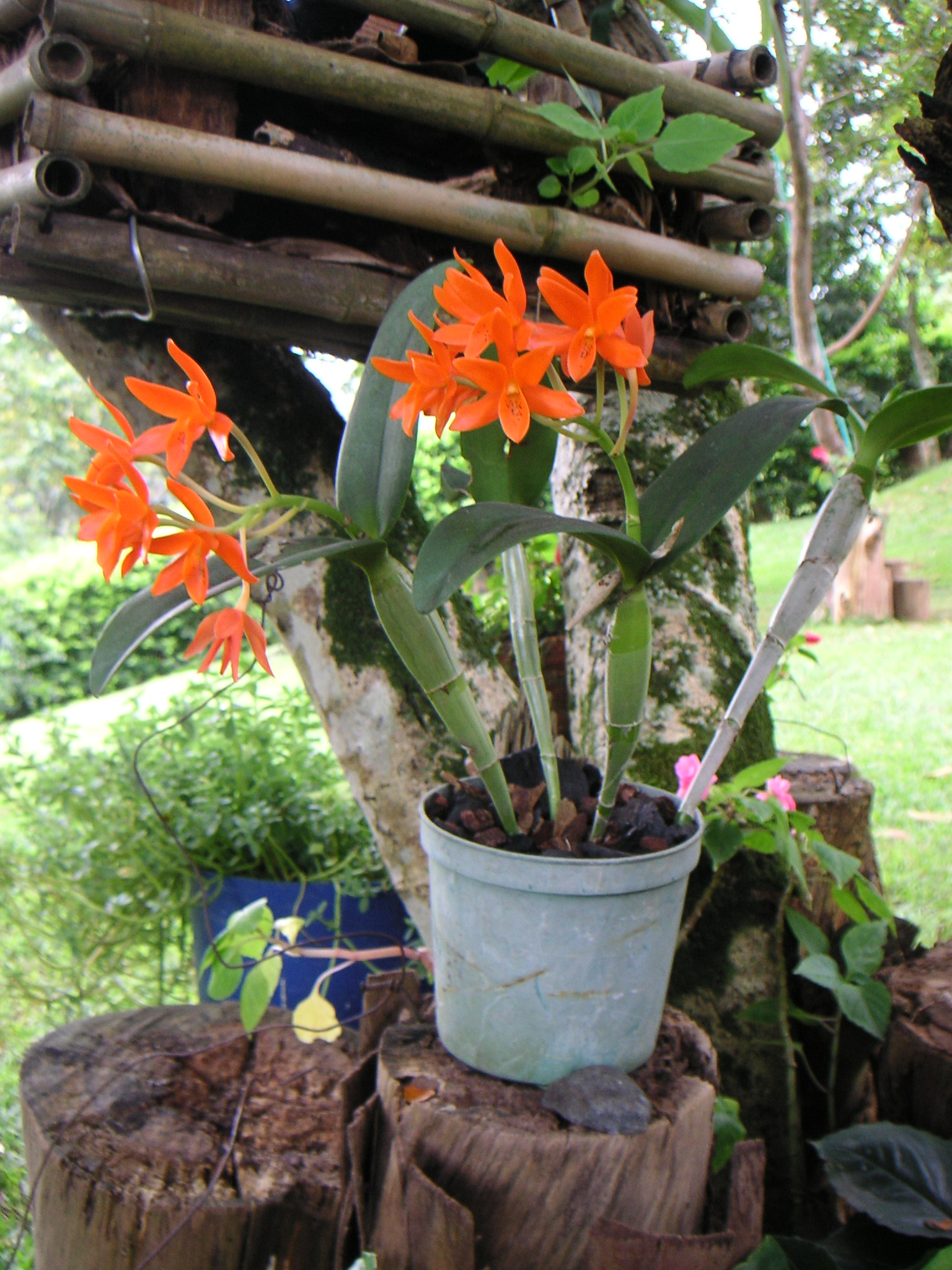

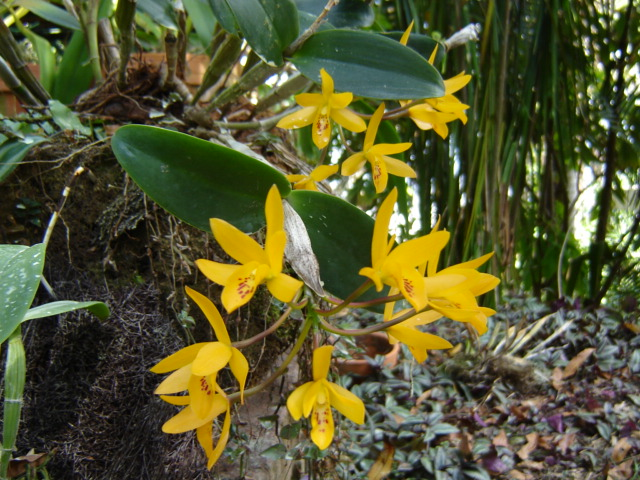

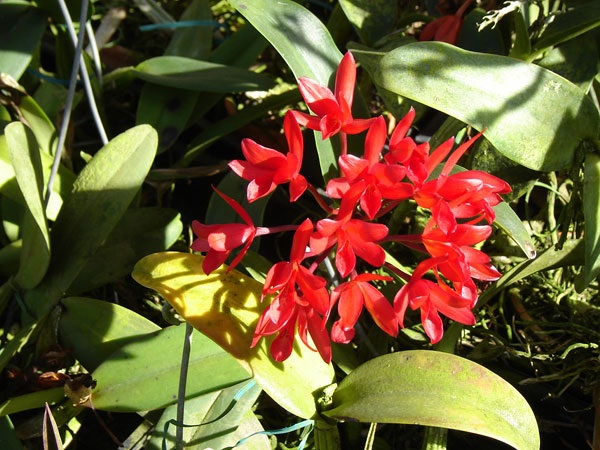

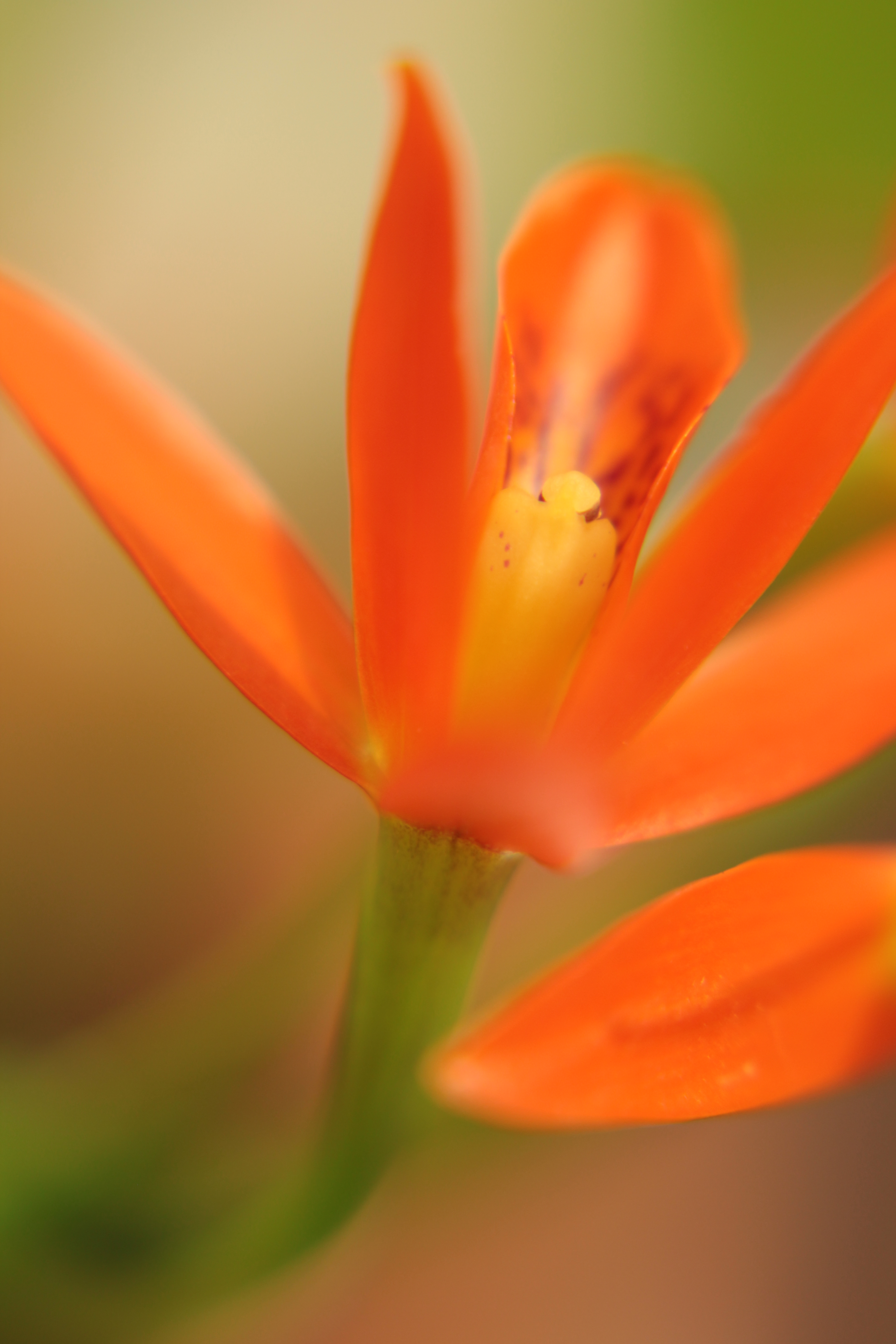

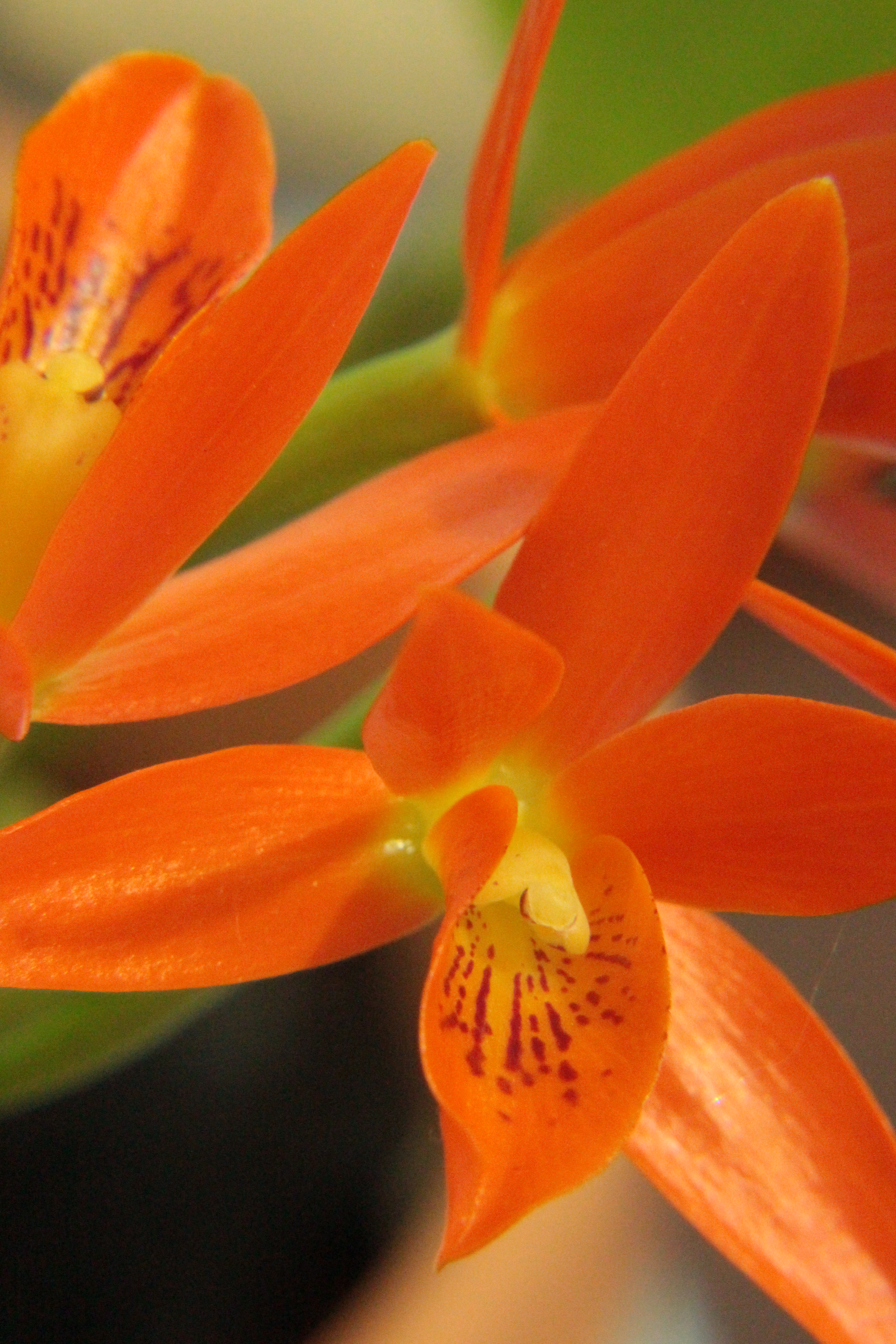

Las plantas que no se autopolinizan tienden a tener inflorescencias de entre 3 y 11 flores principalmente de color naranja amarillento a naranja rojizo (Salazar, 1990), sin embargo en algunas zonas se pueden encontrar pequeñas poblaciones con ejemplares que van desde distintos tonos de amarillo claro, limón a oscuro, así como en distintos tonos de rojo, desde terroso a bermellón, así como las muy inusuales blancas (Guzmán, 1993 ;Withner, 1995) . Tanto en la naturaleza como en cultivo las aurantiacas de tonos naranjas (var. tipo) son con distancia las más comunes (Behar, n.d; Guzmán, 1991 y 1993; Pupulin, 2005; Salazar, 1990; Withner, 1995)
La especie posee un labelo lanceolado que puede tener o no pequeñas líneas o manchitas que en conjunto crean patrones radiales de color púrpura, siendo la primera posibilidad en diversas gradaciones lo más usual (Guzmán, 1993). También se conoce de la inusual posibilidad de aquinaciones en los pétalos (mas no en sépalos), las cuales son repeticiones parciales del patrón del labelo que para esta especie son apenas sugeridas. En cultivo también se conoce de la existencia de un cultivar con flores completamente manchadas de púrpura sobre fondo naranja (cultivar “Mishima Spots”), sin embargo no existe reporte en la literatura sobre la ocurrencia de este patrón in situ, y es claro de que se trata de un híbrido artificial con fenotipo muy similar a una aurantiaca (ejemplo: Lc. Chit-Chat). La especie florece normalmente a partir de espata seca, normalmente doble. 
Las plantas en la naturaleza florecen de diciembre a mayo con un pico de floración de enero a marzo (Salazar, 1990). Sin embargo en cultivo se puede reportar cierta variabilidad, o incluso más de una floración anual. Las plantas desarrolladas de Guarianthe aurantiaca son de crecimiento simpodial (crecimiento lateral por medio de rizoma), poseen pseudobulbos cilíndricos y alargados de entre 15 y 30 cm, acanalados, evidentemente estrechos en la base, con varios entrenudos, los pseudobulbos son normalmente bifoliados y en ocasiones trifoliados (Salazar, 1990). Sin embargo existen zonas muy húmedas, sombreadas y calurosas dónde las plantas pueden rondar los 60-80 cm, en estos casos no es inusual que los pseudobulbos sean trifoliados, o que su inflorescencia supere los 3-11 flores para alcanzar hasta un máximo de 30 flores idénticas en forma, color y tamaño (4 a 5 cm). Las diferencias en tamaño no necesariamente reflejen diferencias en el genotipo a nivel de ecotipos diferentes. 
Respecto a la variabilidad floral en cultivo, la mayoría de las plantas tipo (naranjas) en cultivo pertenecen al área de Guatemala y El Salvador, única zona donde además se tiene reportes de variedades flavas (amarillas), rubras (rojas) y albas (blancas).

## Distribución geográfica y hábitat
La especie se encuentra muy ampliamente distribuida la lo largo de la Sierra Madre occidental en los estados Mexicanos de Sinaloa, Nayarit, Colima, Jalisco, Michoacán, México, Morelos, Guerrero, Oaxaca, Veracruz y Chiapas(Salazar, 1990). De ahí se adentra por la misma serranía ocupando gran parte de Guatemala excepto el área de Petén y la frontera con Belice (Behar, n.d). Siguiendo la misma orografía de la sierra madre la especie se adentra en El Salvador y Honduras hasta alcanzar el lado Caribe en ese último país. Finalmente la especie alcanza su distribución más sur en Nicaragua, en donde desaparece en las tierras bajas en los alrededores del Sur del lago Nicaragua (Dressler, 1999).

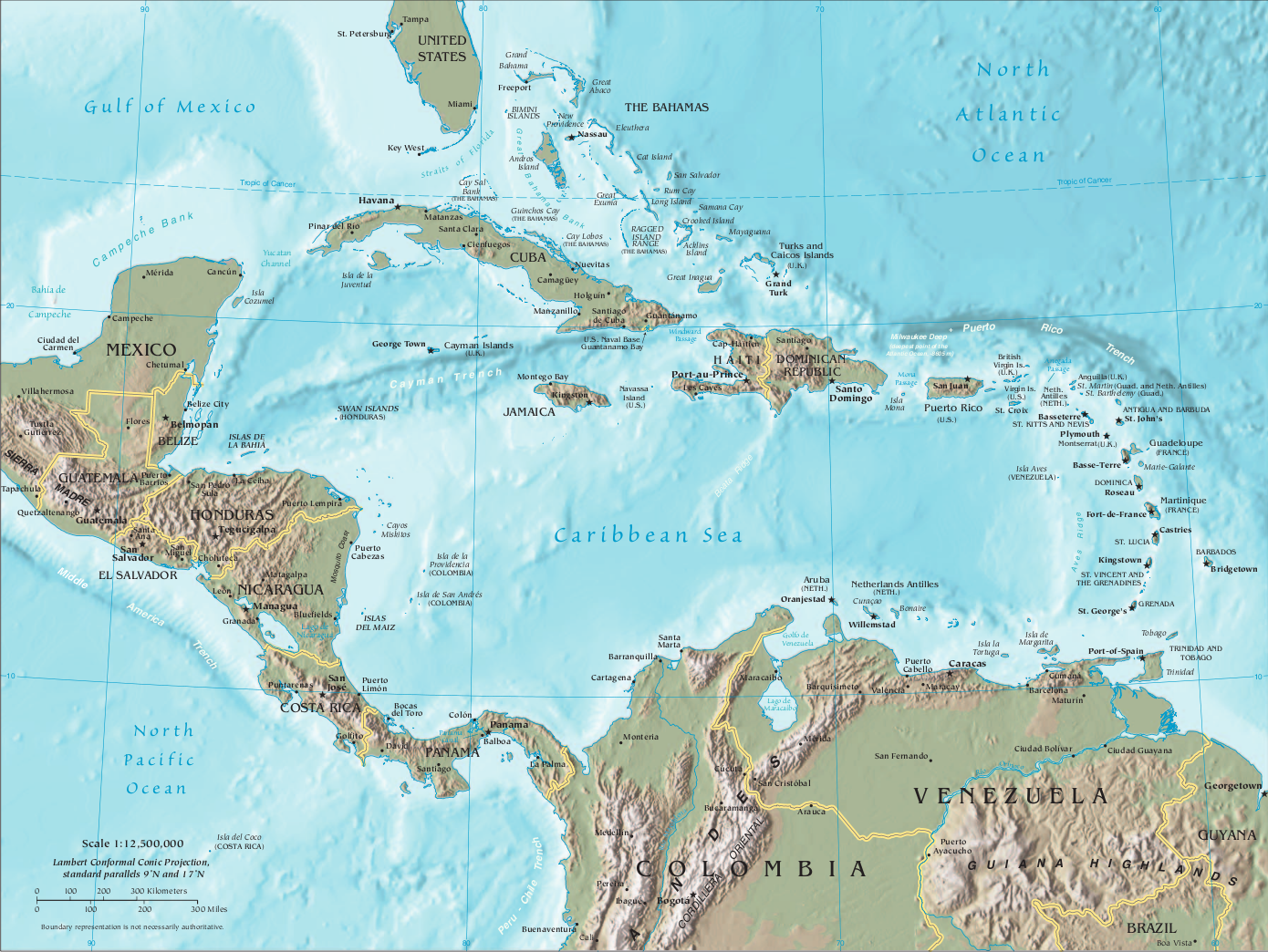

La especie crece desde aproximadamente los 300 m s. n. m. alcanzando los 1600 m s. n. m. (Behar, n.d; Salazar, 1990). Habitando relativamente expuesta formando colonias principalmente como epifita (más inusualmente litófita), en forestas tropicales lluviosas de alta y baja montaña, así como en forestas tropicales caducas y semicaducas, forestas de pinares tropicales, y en el caso del centro y norte de México, en forestas más del tipo boreal con predominancia de cedros, cipreses, sauces y fresnos (Salazar, 1990). Puede crecer en su ambiente natural desde sujeta a mucha luz, extremos de temperatura y temporadas de sequía apreciables, pasando por zonas bastante sombreadas, húmedas y calurosas, hasta zonas más temperadas. Toda esta variabilidad se refleja en el tamaño y vigor de los pseudobulbos, así como en la intensidad del color, tamaño y número de las flores. 
Aunque la especie se muestra como muy adaptable, al punto en que se encuentra abundantemente en una muy amplia distribución geográfica norte- sur que incluye en muchas zonas diversas desde el lado Caribe hasta el lado Pacífico centroamericano a una gran variedad de pisos de altitud, se puede decir que es una especie ligada a la influencia climática del océano Pacífico, lo que fácilmente se puede observar por la ausencia de la especie en Belice y Yucatán, así como su ausencia en las cordilleras Orientales de la Sierra Madre Mexicana, es decir, en zonas orientales ya muy searadas de la influencia climática pacífica. De su distribución límite-norte el Trópico de Capricornio parece ejercer influencia, mientras que su distribución de límite-sur, su ausencia en Costa Rica aunque es seguramente asignable a razones ecológicas, es más difícil de definir. 
Finalmente se debe acotar que alguna literatura moderna (Pupulin, 2005) menciona Costa Rica como parte del área de distribución de la especie, lo que también hace Kew Gardens en su “Word Check list of Monocotyledons”. Sin embargo debemos acotar que la única afirmación de que la especie existe en este país proviene de una sola planta recolectada décadas atrás en el río San Juan y depositada como ejemplar botánico en el Museo Nacional de Costa Rica. El único testigo presencial hace referencia a que las flores de las “colonias” costarricenses difieren en ser rojo-anaranjadas en vez del mucho más usual naranja-amarillento en esta especie.

## Híbridos naturales
Guarianthe aurantiaca posee un área de distribución muy amplia la cual solapa a la Guarianthe skinneri, en donde ello ocurre, a saber desde Chiapas hasta Nicaragua a un rango de altitud entre los 700/800 m s. n. m. hasta los 1200/1400 m s. n. m. (Dressler, 1999), ocurren con relativa frecuencia poblaciones de introgresión entre ambas especies conocidas como Guarianthe × guatemalensis (T.Moore) W.E.Higgins, y aunque el resultado de dichas poblaciones tiende a ser intermedio entre especies en lo que a fenotipo se refiere, el resultado de algunas plantas híbridas prácticamente es indistinguible de una u otra especie parental debido a posteriores cruces y recruces (Guzmán, 1991 y 1993). 

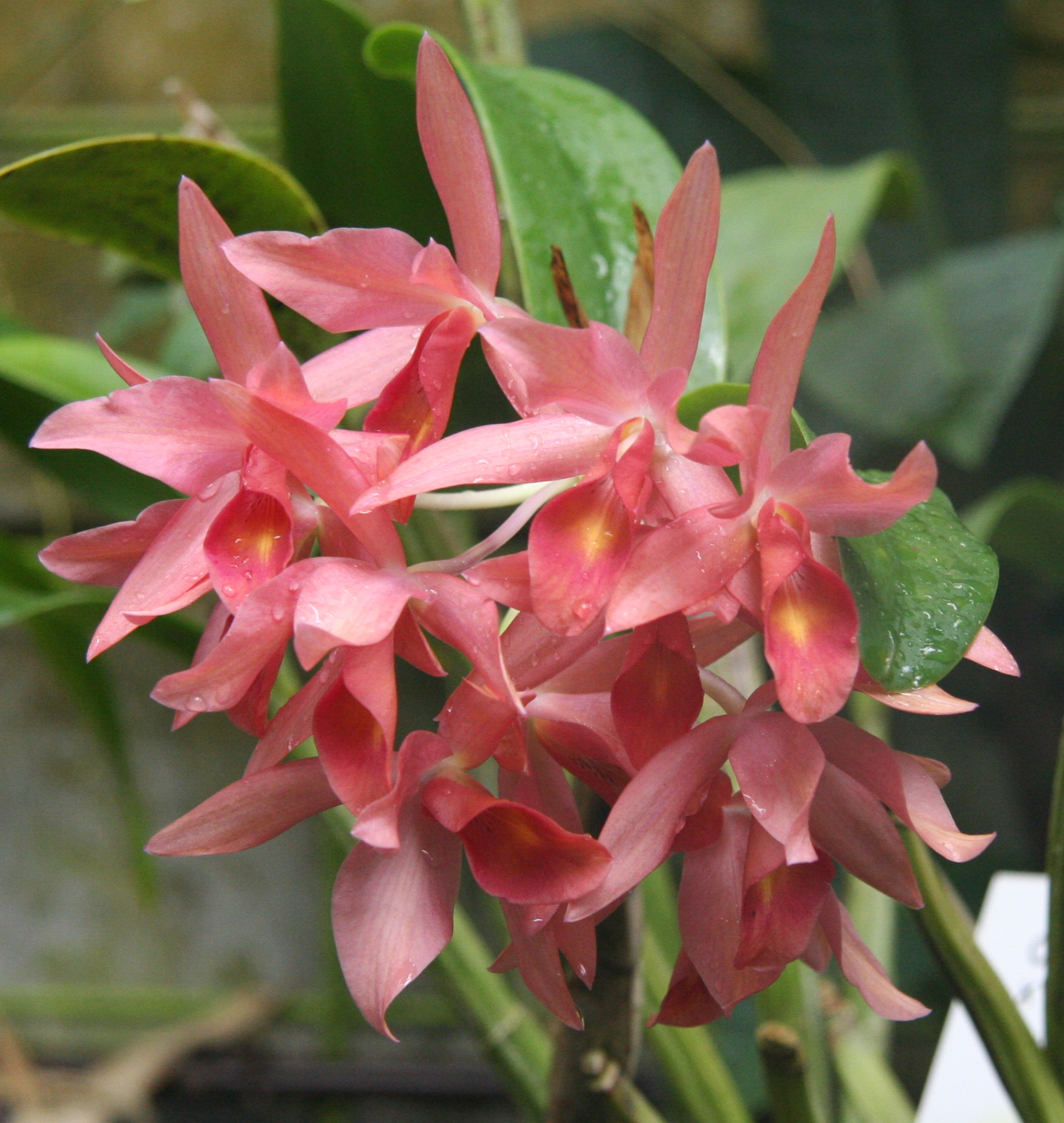

Normalmente se reconoce que las aurantiacas con flores de tamaño desmesurado, aurantiacas con labelos redondeados o pétalos no muy frontalmente combados, así como flores de dicho fenotipo en tonos naranja, rojo, salmón, blanco o crema son ejemplos de Guaranthe guatemalensis (Guzmán, 1991 y 1993; Withner, 1995). Sin embargo existen flores de fenotipo correcto en tonos rojos, amarillos y blancos que ya se reconocen como especie pura (Guzmán, 1991 y 1993; Withner, 1995). Sin embargo es de acotarse que fuera del área de introgresión, a saber México (Salazar, 1990), no se conocen ejemplares rojos, blancos o amarillos, esto aunado a evidencia de híbridos manufacturados en cultivo, hacen sospechar que no solamente las aurantiacas rojas, amarillas y blancas, sino que en gran medida las "tipo" (naranjas) con tamaño y fenotipo "correcto" de la zona de introgresión, seguramente tienen en su haber genes skinneri, lo que además es resaltado por el hecho de que la mayoría de las poblaciones que no se auto-polinizan, y de las cuales descienden la virtual mayoría de las plantas en cultivo, son de esta área de introgresión. Solamente las plantas con flores que en su forma y tamaño no se pueden distinguir de la especie pura, son clasificadas y consideradas como G. aurantiaca y se usan en planes de reproducción, las desviaciones del color normalmente no se toman en cuenta cuando el fenotipo es el de la especie pura. 
Este fenómeno de dos especies compartiendo hasta cierto grado flujo genético se conoce en muchas especies de orquídeas. La razón por la cual el continuo flujo genético al parecer no hace que las especies parentales sean substituidos por el híbrido entre ambos es que los padres siguen teniendo ventajas adaptativas que el híbrido solamente posee en ciertos nichos ecológicos en donde es abundante. En el caso de  Guarianthe aurantiaca y Guarianthe skinneri (Bateman) Dressler & W.E.Higgins, información de primera mano de Honduras apunta a que en el área en que ambas especies habitan la Guarianthe aurantiaca ocupa el nicho de mayor luminosidad, mientras que la Guarianthe skinneri vegeta en zonas algo más protegidas del tronco. Esto se traduce en que si bien existen colonias en donde el híbrido, en cualquiera de sus gradaciones hacia una u otra de las especies parentales substituye a los padres, de todas maneras siguen existiendo amplias zonas en donde la población híbrida es inusual o está restringida a crecer junto a sus padres en zonas del tronco intermedias en luminosidad a la de las especies parentales. 
Aunque  G. aurantiaca se cree es mayormente polinizada por mariposas y colibríes, mientras que  G. skinneri lo es por abejas de la tribu Euglossini (Withner, 1995), lo cual es reflejado en las características florales y se supone debería actuar como mecanismo o barrera para evitar la polinización cruzada entre ambas especies, es evidente que la selectividad absoluta entre polinizadores potenciales no existe. 
Finalmente es de hacer notar que las “especies” de Cattleya clasificadas como C. deckeri y C. pachecoi, no son más que ejemplos de Guarianthe × guatemalensis con fenotipos extremos, la primera con un fenotipo similar a  G. skinneri pura, y la segunda con fenotipo similar a G. aurantica pura. El uso de estas denominaciones es incorrecto. También en cultivo se conoce al híbrido artificial de Guarianthe × guatemalensis con un genotipo de 75% de Guarianthe aurantiaca como Cattleya Herbert Oesterreich, un híbrido que normalmente es muy similar a la G. aurantiaca pura, y si bien este es un nombre reconocido en cultivo, es completamente incorrecto referirse a Guarianthe × guatemalensis de poblaciones naturales con dicho nombre (Dressler, 1999).

## El fenómeno de la autopolinización enGuarianthe aurantiaca
El fenómeno de autopolinización (cleistogamia y autogamia) en  Guarianthe aurantiaca, se refiere a la fecundación de la flor aún no abierta, pero con las partes florales reproductivas ya maduras, o a la flor ya abierta, sin que medie agente polinizador externo. El fenómeno en ambos casos ocurre sin intervención debida a un agente polinizador externo, sino por agentes internos de naturaleza netamente mecánica, lo que hace que la flor forme fruto antes de abrirse por completo, evitando así que se pueda apreciar la flor, y razón por la cual prácticamente ninguna G. aurantiaca en cultivo se autopoliniza, esto a pesar de que en la naturaleza es un fenómeno muy común para esta especie que compromete desde parte hasta casi toda la floración (Withner, 1995).
Sin embargo debemos acotar que el fenómeno de autopolinización en  G. aurantiaca eventualmente puede presentarse en cultivo en plantas saludables cuando ellas son sometidas a estrés prolongado, esto último seguramente ocurre por el rostelo relativamente pequeño en una columna igualmente pequeña. Dado que las plantas que naturalmente se autofecundan en cultivo son muy infrecuentes, si una planta eventualmente llega a exhibir autopolinización, antes de decidir eliminarla de la colección primero se recomienda revisar las condiciones de cultivo. 
El fenómeno exhibe a nivel genético dominancia completa, y a nivel de genética de poblaciones ocurre debido a la escasez prolongada de polinizadores en algunas zonas donde habita, lo que favorece la selección de plantas genéticamente cleistogámicas como respuesta adaptativa para colonizar nichos ecológicos aptos para la especie. La cleistogamia como tal impide el intercambio genético entre individuos y favorece por ende un cuello genético entre generaciones, por lo que se considera al fenómeno como una respuesta adaptativa extrema. 
De lo encontrado en toda la literatura consultada, de manera tentativa se puede afirmar que las poblaciones que se autofecundan están repartidas a lo largo de toda el área de distribución de la especie, que colonias cleistogámicas y/o autógamas de diversos tamaños pueden ser colindantes a colonias completamente saludables, y que el único rango de altitudes donde posiblemente más inusualmente se presentan poblaciones que se autopolinizan es donde la especie comparte hábitat con G. Skinneri, lo que seguramente sea la razón por la cual no se tienen noticias de colonias de G. × guatemalensis cleistógamas.

## Sinónimos
- Epidendrum aurantiacum (Bateman ex Lindl.), Edwards's Bot. Reg. 24(Misc.): 8 (1838).
- Cattleya aurantiaca (Bateman ex Lindl.) P.N.Don, Florist's J. 1840: 185 (1840).
- Amalia aurantiaca (Bateman ex Lindl.) Heynh., Alph. Aufz. Gew.: 29 (1846).
- Laelia aurantiaca (Bateman ex Lindl.) Beer, Prakt. Stud. Orchid.: 208 (1854).
- Broughtonia aurea Lindl., Edwards's Bot. Reg. 26: t. 19 (1840).
- Epidendrum aureum (Lindl.) Lindl., Fol. Orchid. 3: 4 (1853).[1]